# Provinz Dos de Mayo

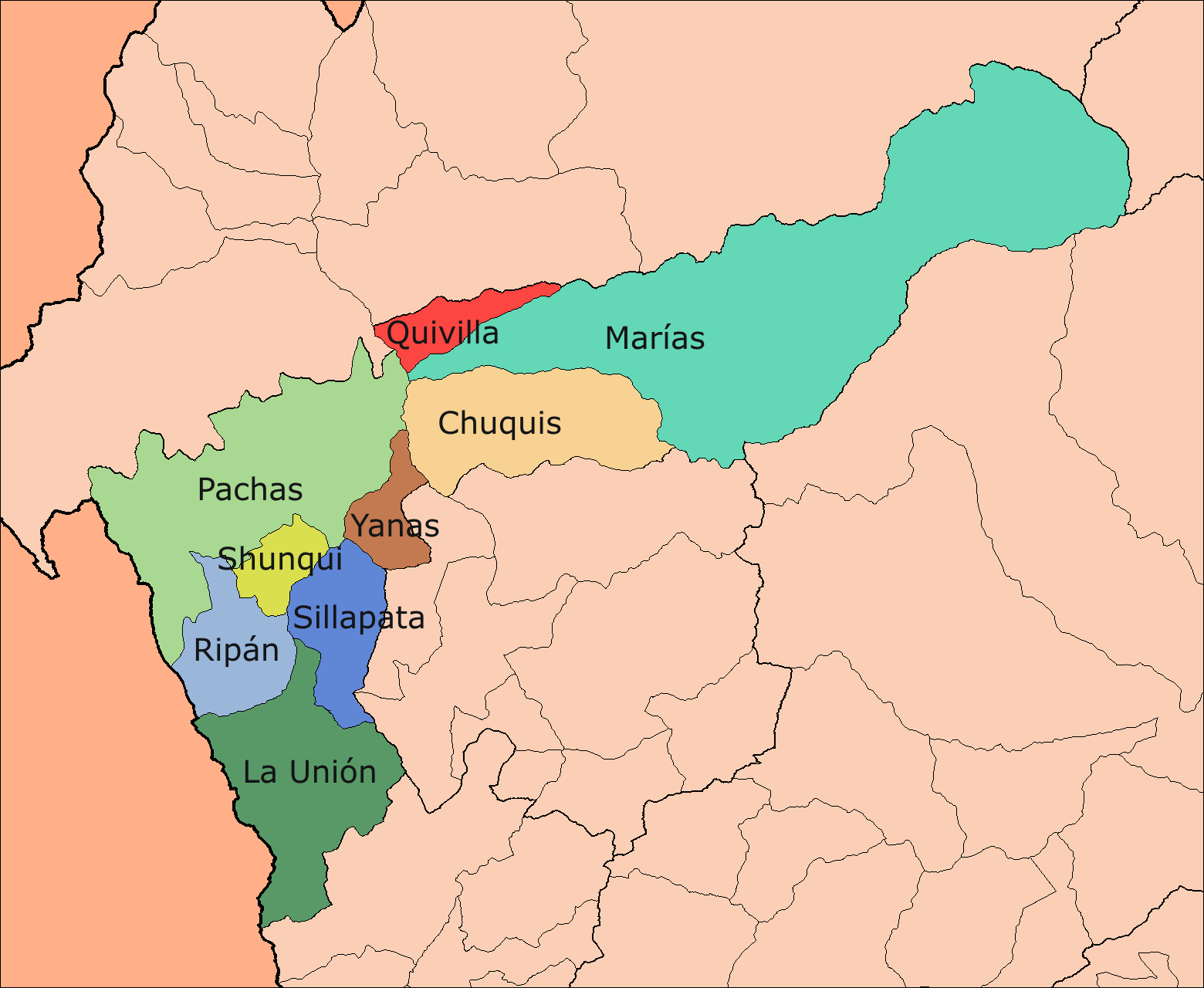
Lage der Distrikte

Die Provinz Dos de Mayo (Dos de Mayo spanisch für „2. Mai“) liegt in der Region Huánuco in Zentral-Peru. Die Provinz wurde am 5. November 1870 gegründet. Sie besitzt eine Fläche von 1439 km². Beim Zensus 2017 betrug die Einwohnerzahl 35.149. Die Hauptstadt der Provinz ist La Unión.

## Geographische Lage
Die Provinz Dos de Mayo liegt im Westen der Region Huánuco. Der Río Marañón durchfließt die Provinz auf einer Länge von 15 km in nördlicher Richtung und teilt diese in einen westlichen und in einen östlichen Teil. Der westliche Provinzteil erstreckt sich über das Einzugsgebiet des Río Vizcarra und reicht im Westen bis an die peruanische Westkordillere. Der östliche Provinzteil liegt am Flusslauf der Quebrada Huashpay, die in den Río Marañón mündet, sowie am Oberlauf des Río Jarahuasi, einem Nebenfluss des Río Huallaga. Die Berge der peruanischen Zentralkordillere erheben sich im östlichen Provinzteil.

## Gliederung
Die Provinz Dos de Mayo gliedert sich in neun Distrikte. Der Distrikt La Unión ist Sitz der Provinzverwaltung.
| Distrikt  | Verwaltungssitz |
| --------- | --------------- |
| Chuquis   | Chuquis         |
| La Unión  | La Unión        |
| Marías    | Marías          |
| Pachas    | Pachas          |
| Quivilla  | Quivilla        |
| Ripán     | Ripán           |
| Shunqui   | Shunqui         |
| Sillapata | Sillapata       |
| Yanas     | Yanas           |